# Pedro de Aycinena y Piñol
Pedro de Aycinena y Piñol (1802 – 1897), foi Presidente da Guatemala desde 14 de abril a 24 de maio de 1865. Tornou-se presidente provisório após a morte de José Rafael Carrera Turcios.